# Victoria Ruffo
Maria Victoria Eugenia Guadalupe Martínez del Río Moreno Ruffo (Ciudad de Mexico, Meksiko, 31. svibnja 1962.) meksička je televizijska i filmska glumica.

## Biografija i privatni život
Sestra je glumice Gabriele Ruffo i producentice Marcele Ruffo.
Victoria je svoju glumačku karijeru započela 1980.godine u telenoveli Conflictos de un médico, producenta Ernesta Alonsa, te je nastavila razvijati svoju karijeru. 1983.godine dobiva ulogu u telenoveli La fiera. 
Nakon što je uvidio njene glumačke sposobnosti, Ernesto Alonso ju je angažirao kao protagonisticu u poznatim telenovelama Victoria i Simplemente Maria, s kojima je stekla slavu. Zanimljivo je to, što je Victoria punih trideset godina radila za produkcijsku kuću Televisa. 1990. godine, Victoria je bila veoma prisna s Eugenijom Derbezom. Kasnije su se vjenčali i dobili sina Jósea Eduarda. Nakon samo dvije godine braka su se rastali. 2001. godine se udala za meksičkog političara Omara Fayada. Imaju blizance: dječaka Omara i djevojčicu Victoriju.

## Uloge

### Telenovele u kojima je sudjelovala
- (La Malquerida (2014 telenovela)
- Corona de Lagrimas (Remake) 2012. – 2013.
- Trijumf ljubavi kao Victoria Sandoval (2010.)
- U ime ljubavi kao Macarena Espinoza de los Monteros (2008. – 2009.)
- Victoria kao Victoria Santiesteban de Mendoza (2007. – 2008.)
- Maćeha kao María Fernández Acuña (2005.)
- Abrárazame muy fuerte kao Cristina Álvarez Rivas de Rivero (2000. – 2001.)
- Vivo por Elena kao Elena Carbajal (1998.)
- Sirota mala bogatašica kao Consuelo Villagrán Garcia-Mora (1995. – 1996.)
- Capricho kao Christina (1993.)
- Simplemente María kao María López 1989. – 1990.)
- Victoria kao Victoria (1987.)
- Juana Iris kao Juana Iris (1985.)
- La fiera kao Natalie (1983.)
- En busca del paraíso kao Grisel (1982.)
- Quiéreme siempre kao Julia (1981.)
- Al rojo vivo kao Pilar Álvarez (1980.)
- Conflictos de un médico (1980.)

### Programi u kojima je sudjelovala
- Al derecho y al Derbez  (1993.)

### Televizijske serije u kojima se pojavljivala
- La rosa de Guadalupe kao Carolina Hernández (2009.)
- Mujer, casos de la vida real kao Carmelita Hernández (2001.)

### Kino
- Un hombre violento kao Susana (1986.)
- Una sota y un caballo kao Mari Carmen Sierra (1982.)
- De pulquero a millonario  kao Laura Aparicio (1982.)
- Un hombre sin miedo kao Laura (1982.)
- Perro Callejero kao Guadalupe (1980.)
- Angel del Silencio kao Fabianne (1979.)
- Discoteca es amor kao Jacqueline (1979.)

## Vanjske poveznice
- Victoria Ruffo  Arhivirana inačica izvorne stranice od 26. siječnja 2009. (Wayback Machine)
- Telemundo
- Victoria
- Victoria Ruffo u internetskoj bazi filmova IMDb-u (engl.)